# Riverside (Alabama)
Riverside é uma cidade  localizada no estado americano de Alabama, no Condado de St. Clair.

## Demografia
Segundo o censo americano de 2000, a sua população era de 1564 habitantes.
Em 2006, foi estimada uma população de 1839, um aumento de 275 (17.6%).

## Geografia
De acordo com o United States Census Bureau, a localidade tem uma área de 27,4 km², dos quais 23,2 km² cobertos por terra e 4,2 km² cobertos por água. Riverside localiza-se a aproximadamente 159 m acima do nível do mar.

## Localidades na vizinhança
O diagrama seguinte representa as localidades num raio de 24 km ao redor de Riverside.